# وادي العقيق (شركة)
وادي العقيق هي شركة قابضة أسسها أسامة بن لادن خلال فترة إقامته في السودان. عملت الشركة في مجال المقاولات وإنشاء المزارع واعتبر مشروع الطريق بين الخرطوم وبورسودان من أكبر المشاريع الذي نفذها بن لادن هناك.
لاحقت الولايات المتحدة العاملين بهذه الشركة فيما بعد، فمثلا كان أحد التهم الموجهة لأبي سفيان إبراهيم أحمد حمودة بن قمو أنه عمل سائقًا في شركة وادي العقيق.